# نادين ستانتون
نادين ستانتون (بالإنجليزية: Nadine Stanton) هي لاعبة رماية نيوزيلندية، ولدت في 11 سبتمبر 1975.

## وصلات خارجية
- نادين ستانتون على موقع الاتحاد الدولي (الإنجليزية)
- نادين ستانتون على موقع اللجنة الأولمبية الدولية (الإنجليزية)
- نادين ستانتون على موقع أوليمبيديا (الإنجليزية)
- نادين ستانتون على موقع اللجنة الأولمبية النيوزيلندية (الإنجليزية)
- نادين ستانتون على موقع اتحاد ألعاب الكومنولث (مؤرشف) (الإنجليزية)